# Because of Love
Because of Love è un singolo della cantante statunitense Janet Jackson, pubblicato nel 1994 ed estratto dall'album Janet.

## Tracce
- 12" (USA)

1. Because of Love - Frankie & David Classic 12" – 7:49
2. Because of Love - Frankie & David Dub – 8:02
3. Because of Love - Frankie & David Trick Mix – 6:42
4. Because of Love - Frankie & David Treat Mix – 6:40
5. Because of Love - D&D Extended Mix – 5:10

- CD Maxi Singolo (USA)

1. Because of Love - LP version – 4:12
2. Because of Love - Frankie & David Classic 12" – 7:48
3. Because of Love - D&D Extended Mix – 5:08
4. Because of Love - Muggs 7" w/Bass Intro – 3:32
5. Because of Love - Frankie & David Dub – 8:02
6. Because of Love - D&D Slow Version – 4:30

- 7" (UK)

1. Because of Love - LP version – 4:14
2. Because of Love - Frankie & David 7" – 3:33

- 12" (UK)

1. Because of Love - Frankie & David Classic 12" – 7:49
2. Because of Love - Frankie & David Dub – 8:02
3. Because of Love - Frankie & David Trick Mix – 6:42
4. Because of Love - Frankie & David Treat Mix – 6:40
5. Because of Love - D&D Extended Mix – 5:10
6. Because of Love - Muggs 7" w/Bass Intro – 3:32

## Video
Il videoclip della canzone è stato diretto da Beth McCarthy-Miller.

## Classifiche
| Classifica (1994) | Posizione raggiunta |
| ----------------- | ------------------- |
| Regno Unito       | 19                  |
| Stati Uniti       | 10                  |